# (32298) Kunalshroff
2000 QD12 (asteroide 32298) é um asteroide da cintura principal. Possui uma excentricidade de 0.10324480 e uma inclinação de 1.18251º.
Este asteroide foi descoberto no dia 24 de agosto de 2000 por LINEAR em Socorro.